# T. William Lambe
Thomas William Lambe (* 28. November 1920 in Raleigh (North Carolina); † 6. März 2017) war ein US-amerikanischer Geotechniker, lange Jahre Professor am Massachusetts Institute of Technology (MIT).
Lambe studierte Bauingenieurwesen an der North Carolina State University (Bachelor 1942), war ab 1943 am MIT, wo er 1948 bei Donald Wood Taylor promoviert wurde. Schon  zuvor war er Assistent von Karl von Terzaghi und Taylor bei deren Tätigkeit als beratende Ingenieure. Er war viele Jahrzehnte bis zu seiner Emeritierung 1981 Professor für Geotechnik (Edmund K. Turner Professor of Civil Engineering) am MIT, zeitweise Vorstand der Fakultät für Geotechnik und Leiter des Soil Stabilization Laboratory. Daneben hatte er eine umfangreiche Tätigkeit als beratender Ingenieur.
Lambe war auch am Apollo Mondlandeprogramm beteiligt und konzipierte dort die Bodenuntersuchungen.
Er war Ehrenmitglied der American Society of Civil Engineers (ASCE) und der Institution of Civil Engineers. 1964 erhielt er die Norman Medal der ASCE, 1975 den Terzaghi Award, 1970 war er Terzaghi Lecturer und 1973 war er Rankine Lecturer (Predictions in Soil engineering, Geotechnique, Band 23, 1973, S. 149–202). Er war Mitglied der National Academy of Engineering. 1997 hielt er die Spencer J. Buchanan Lecture der Texas A & M University (The selection of soil strength for a stability analysis, über die Ursachen von Böschungsbrüchen, die er aus seiner praktischen Erfahrung mit Schadensfällen zu drei Vierteln auf einen Anstieg des Porenwasserdruck zurückführt).